# Komsomolske
Komsomolske (ukrainisch Комсомольське – ukrainisch offiziell seit dem 12. Mai 2016 Кальміуське Kalmiuske; russisch Комсомольское Komsomolskoje) ist eine Stadt mit etwa 12.000 Einwohnern (2013) in der Oblast Donezk im Osten der Ukraine, etwa 42 Kilometer südöstlich von Donezk am Ufer des Kalmius. Im Ort endet die Bahnstrecke von Kutejnykowe kommend.

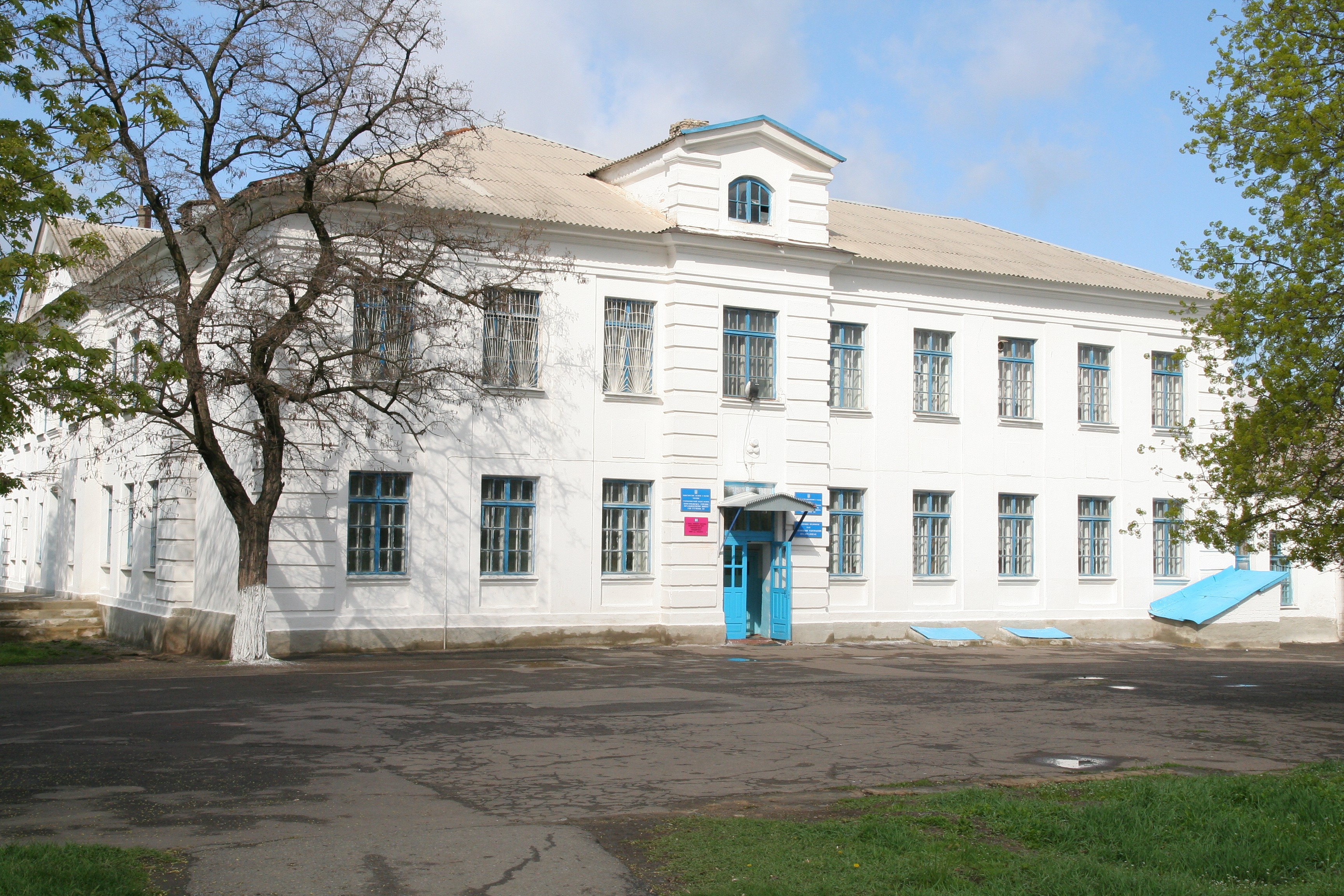
Schule im Ort

Sie entstand 1933 aus der Eisenbahnsiedlung Karakubbud (Каракуббуд) und hieß bis zur Umbenennung 1949 Karakubstroj (Каракубстрой). Seit 1957 hat sie den Status einer Stadt unter Rajonsverwaltung. Der Ort wuchs sehr schnell auf Grund seiner großen Kalksteinbrüche.
Seit August 2014 ist die Stadt als Folge des Krieges in der Ukraine in der Hand von prorussischen Separatisten.

## Persönlichkeiten
- Mychajlo Schyrochow (* 1974), Historiker und Journalist